# مطار موسوما
مطار موسوما (إياتا: MUZ، إيكاو: HTMU) هو مطار في شمال تنزانيا يخدم موسوما وإقليم مارا المحيطة.
منارة موسوما غير الاتجاهية ‏ (التعريف: MU) موجودة في الحقل.

## شركات الطيران والوجهات
| شركـات طيـران | الوجهات    |
| ------------- | ---------- |
| أوريك للطيران | موانزا     |
| بريسيجن إير   | دار السلام |

## روابط خارجية
- مطاراتنا - Musoma نسخة محفوظة 2 فبراير 2017 على موقع واي باك مشين.
- خريطة الشارع المفتوحة - Musoma
- تاريخ الحوادث لـ (MUZ) على شبكة سلامة الطيران.